# Nonciature apostolique à Malte
La nonciature apostolique à Malte constitue la représentation officielle du Saint-Siège à Rabat, où réside le nonce apostolique.

## Histoire

### Rôle
La nonciature apostolique de Malte est un bureau ecclésiastique de l’Église catholique romaine avec un rôle d’ambassadeur auprès du gouvernement maltais, mais également un rôle de relais entre l’Église catholique maltaise et le pape.

## Nonces apostoliques à Rabat
- Martin John O'Connor (en) (1965-1969), également archevêque titulaire de Thespiae (de)
- Saverio Zupi (en) (mai 1969-décembre 1969), également archevêque titulaire de Serra (de)
- Giuseppe Mojoli (en) (1969-1971), également archevêque titulaire de Larissa-en-Thessalie
- Edoardo Pecoraio (en) (1971-1974), également archevêque titulaire de Cumae (de)
- Antonio del Giudice (en) (1974-1978), également archevêque titulaire d'Hiérapolis-en-Syrie
- Pier Luigi Celata (1985-1995), également archevêque titulaire de Dioclée (de)
- José Sebastián Laboa Gallego (en) (1995-1998), également archevêque titulaire de Zaraï
- Luigi Gatti (1998-2001), également archevêque titulaire de Santa Giusta (de)
- Luigi Conti (2001-2003), également archevêque titulaire de Gratiana (de)
- Félix del Blanco Prieto (2003-2007), également archevêque titulaire de Vannida (de)
- Tommaso Caputo (2007-2012), également archevêque titulaire d'Otriculum (de)
- Aldo Cavalli (2013-2015), également archevêque titulaire de Vibo (de)
- Mario Roberto Cassari (2015-2017), également archevêque titulaire de Truentum (de)
- Alessandro D'Errico (2017-2022), également archevêque titulaire d'Hyccarum (de)
- Savio Hon (2022-en cours), également archevêque titulaire de Sila